# Jean Laenen
Jean Laenen (1881-1965) was een Belgisch kunstschilder werkzaam in Antwerpen.
Het olieverfschilderij "De kerkgangers" typeert op fijnzinnige wijze een biddend ouder koppel. Dit is een van de typische werken waarin hij de gewone mens in zijn dagelijks bestaan weergeeft zoals een interieur met een boerenechtpaar "Bij het haardvuur".
Gedurende de Eerste Wereldoorlog is hij uitgeweken naar het naburige Roosendaal in het neutrale Nederland. Het museum Tongerlohuys uit Roosendaal  bezit drie statige portretten uit 1916 van zijn hand, nl. Louis Joseph Schoonheyt, burgemeester van Roosendaal (1809-1892) en zijn echtgenote Adriana Mertens, evenals de norbertijn Sarius de Groot , die als pastoor in Roosendaal veel hulp bood aan Belgische vluchtelingen gedurende de Eerste Wereldoorlog. In diezelfde periode heeft hij nog verschillende portretten gemaakt van Roosendaalse personaliteiten zoals de bankier S. Van hasselt.